# Стилиян Николов
Стилиян Николов е български професионален футболист, който играе на поста защитник за Добруджа (Добрич).